# Avenionia roberti
Avenionia roberti е вид коремоного от семейство Hydrobiidae. Видът е почти застрашен от изчезване.

## Разпространение
Разпространен е в Белгия, Германия и Нидерландия.